# Jenny Deimling
Jenny Deimling (* 1972 in Ost-Berlin) ist eine ehemalige deutsche Schauspielerin und jetzige Heilpraktikerin. 

## Leben
Von 1988 bis 1990 absolvierte sie eine Lehre als Filmkopierfacharbeiterin bei der DEFA. Zudem hat sie eine Gesangsausbildung als Mezzosopran. Sie spielte an verschiedenen Theatern, Maxim Gorki Theater, Freie Kammerspiele Magdeburg, Brandenburger Theater, bat Berlin und Admiralspalast Berlin. Deimling wohnt derzeit in Berlin.

## Filmografie (Auswahl)

### Kino
- 1998: Gomez – Kopf oder Zahl
- 2002: Vaya con Dios
- 2006: Schwarze Schafe

### Fernsehen
- 1997: Tatort – Bluthunde (TV-Reihe)
- 1997: Die Unzertrennlichen (Fernsehserie)
- 1997: Polizeiruf 110: Der Sohn der Kommissarin (TV-Reihe)
- 1998: Tatort – Voll ins Herz (TV-Reihe)
- 1998, 1999: Wolffs Revier (TV-Serie, zwei Folgen)
- 1999: SK Babies (TV-Serie, eine Folge)
- 1999: Tatort – Der Tod fährt Achterbahn (TV-Reihe)
- 2000: Adelheid und ihre Mörder (TV-Serie, eine Folge)
- 2000: Alarm für Cobra 11 – Die Autobahnpolizei (TV-Serie, eine Folge)
- 2000: Kommissar Rex – Ein Toter kehrt zurück
- 2000: Tatort – Tödliches Verlangen (TV-Reihe)
- 2001: Der Clown (TV-Serie, eine Folge)
- 2001: Die Kumpel (TV-Serie, eine Folge)
- 2001: Im Namen des Gesetzes (TV-Serie, eine Folge)
- 2002: Das Geheimnis des Lebens (TV)
- 2002: S.O.S. Barracuda: Auftrag: Mord! (TV-Reihe)
- 2002: Dr. Sommerfeld – Neues vom Bülowbogen (TV-Serie, eine Folge)
- 2004: Tatort – Janus (TV-Reihe)
- 2005: Edel & Starck (TV-Serie, eine Folge)
- 2007: Tatort  – Die dunkle Seite (TV-Reihe)
- 2008: Code 21 (TV)
- 2008: Post Mortem (TV-Serie, eine Folge)
- 2011: Ein Fall für zwei (TV-Serie, eine Folge)
- 2011: Löwenzahn (TV-Serie, eine Folge)

## Theaterrollen
- Die Dreigroschenoper (Brecht) – Rolle: Lucy
- Faust 1 (Goethe) – Rolle: Gretchen
- Die Tolle Grete
- Top Girls (Caryl Churchill) – Rolle: Angie
- Herr Paul (Tankred Dorst) – Rolle: Anita
- Linie1 (Volker Ludwig) – Rolle: Maria
- Momo (Michael Ende) – Rolle: Momo
- Bluthochzeit (Lorca) – Rolle: Braut
- Die Frau vom Meer (Ibsen) – Rolle: Bolette